# Ftalato benzilico butilico
Lo ftalato benzilico butilico (BBP) è un composto organico utilizzato nella produzione della plastica.

## Storia
Il composto è stato inserito nell'elenco delle sostanze chimiche dannose per la salute e l’ambiente (SVHC) nel 2011, pertanto la sua commercializzazione è sottoposta a specifica autorizzazione.

## Caratteristiche strutturali e fisiche
Il BBP è un estere dell'acido carbossilico, in particolare presenta un gruppo fenolico e una catena derivante dall'1-butanolo e presenta:
- una massa monoisotopica pari a 312.13615911 g/mol
- 4 accettori di legami a idrogeno
- 9 legami attorno a cui la molecola può ruotare
- un'area superficiale accessibile = 52,6 Å²
- 23 atomi pesanti

Si tratta di un diestere asimmetrico che può potenzialmente dare origine a uguali quantità di monobutil ftalato (MBP) e monobenzil ftalato, ma il primo risulta essere il metabolita principale.
Come altri ftalati, a temperatura ambiente il composto si presenta come un liquido incolore oleoso dal gusto amaro.
Il BBP è più pesante dell'acqua e risulta praticamente insolubile in quest'ultima. La pressione di vapore è inferiore a 0,1 Pa a temperatura ambiente. La gravità specifica è pari a 1,116 a 25 °C.
Si decompone per combustione producendo fumi tossici. L'evaporazione a 20°C è trascurabile; può essere comunque raggiunta rapidamente una concentrazione dannosa di particelle aerodisperse a spruzzo. Data la sua struttura molecolare non ci si aspetta che abbia proprietà esplosive.

## Disponibilità
Il composto è naturalmente presente nella festuca rossa (F. rubra) e nel mango (M. indica).

## Sintesi del composto
Come altri ftalati plasticizzanti viene prodotto attraverso esterificazione dell'anidride ftalica in un sistema chiuso con surplus di alcol ad una temperatura di circa 90 °C. Il vapore che si forma durante il processo viene condensato e reimmesso nel sistema. Dopo l'esterificazione completa, il surplus di alcool è fatto evaporare in condizioni di sottovuoto ad una temperatura di 160 °C. L'estere così ottenuto viene convertito in BBP mediante reazione con benzilcloruro.
Mentre la prima parte del processo è abbastanza rapida, questa seconda parte procede più lentamente. Successivamente il composto viene neutralizzato, lavato ed infine filtrato. L'acqua di processo viene trattata all'interno di impianti di trattamento delle acque reflue industriali o immesse nel sistema fognario. I rifiuti liquidi e solidi, come i residui della distillazione e i filtri di carta, vengono bruciati.

## Reattività e caratteristiche chimiche
Il composto reagisce con gli acidi liberando calore, alcoli e acidi. La reazione con acidi forti può essere vigorosa e liberare abbastanza calore da infiammarsi. Anche la reazione con soluzioni caustiche risulta esotermica. Si consiglia di tenerlo separato da forti ossidanti.

## Tossicologia
La sostanza può essere assorbita dall'organismo per inalazione dei suoi aerosol e per ingestione. La principale via di eliminazione è attraverso le urine. L'emivita del composto nel sangue a seguito di somministrazione orale è pari a 10 minuti per 5 g/kg nei cani. Test su animali indicano la possibilità che questa sostanza possa provocare tossicità per la riproduzione o lo sviluppo umano (teratogeno). Il contatto prolungato può causare irritazione alla pelle e agli occhi.
La LC50 nei pesci (96 ore) è pari a 1,16 mg/l (valore medio).
La LC50 nei crostacei (48 ore) è pari a 46,9 mg/l (valore medio).
In uno studio condotto sui ratti almeno il 35% di una soluzione con 49 mg BBP/kg/etanolo è stato assorbito entro 7 giorni. L'assorbimento nell'essere umano può essere inferiore e studi tossicologici sugli animali indicano che l'assorbimento del BBP avviene principalmente a livello del tratto gastrointestinale, benché il tasso d'assorbimento vari molto in base alla modalità di somministrazione, alla dose e alla specie.
L'esposizione al composto può causare:
- aneuplodia
- disfunzioni cognitive
- croup o laringotracheobronchite
- ritardo nello sviluppo
- tumore mammario (animali)
- necrosi
- tumori metastatici
- avvelenamento
- parto prematuro
- effetti ritardati dell'esposizione fetale
- teratogenesi
- aumento di peso

## Applicazioni
Il composto trova applicazione principalmente come plastificante nella produzione di:
- prodotti in PVC
- pavimenti
- isolanti termici
- carte da parati
- plastiche dure
- sigillanti a base di polisolfuri, poliuretano o acrilico
- adesivi a base di poliacrilici e poli-vinilacetato
- vernici antivegetative a base di poliuretano e poliacrilici
- inchiostri
- lacche a base di acrilici, nitrocellulosa e resine viniliche
- prodotti per la cura dell'auto
- cosmetici
- imballaggi per gli alimenti
- prodotti chimici per l'industria tessile: tappezzeria, tomaie delle scarpe, portafogli, borse e valigie

## Impatto ambientale
La sostanza è molto tossica per gli organismi acquatici. Può esserci bioaccumulo di questa sostanza nel pesce. Si consiglia d'immagazzinare in un'area senza tombini o accesso alle fogne.
Il composto penetra facilmente il suolo per contaminare la falda acquifera e i corsi d'acqua circostanti.

## Regolamentazione
Il composto è attualmente regolamentato secondo la:
- Direttiva 2011/65/UE del Parlamento europeo e del Consiglio, dell'8 giugno 2011, sulla restrizione dell’uso di determinate sostanze pericolose nelle apparecchiature elettriche ed elettroniche (Direttiva RoHS)[15]
- Direttiva 2012/18/EU (Seveso III)[16]
- Direttiva 67/548/CEE del Consiglio, del 27 giugno 1967, concernente il ravvicinamento delle disposizioni legislative, regolamentari ed amministrative relative alla classificazione, all'imballaggio e all'etichettatura delle sostanze pericolose[17]